# Закарлюк Маріанна Михайлівна
Маріа́нна Закарлю́к (* 1996) — українська тенісистка.

## З життєпису
Народилась 1996 року. Почала грати в теніс у віці семи років, надає перевагу твердим кортам. Переважно бере участь у турнірах ITF Women's World Tennis Tour. Виграла два титули в одиночному та один у парному розрядах.